# Lucrecia de León
Lucrecia de León, född 1567, död efter 1595, var en spansk siare. Hon blev berömd för en rad profetior som förutspådde katolicismens och Spaniens fall och involverade en rad spanska makthavare. 
Hon var dotter till en köpman i Madrid och anställdes hos en hovdam. Hon hade en serie profetiska drömmar som hennes far försökte dölja av rädsla för inkvisitionen, men hon berättade om dem för alla som var villiga att betala. 
Prästen Don Alonso de Mendoza, biktfar till den hovdam hon var anställd hos och med kontakter vid hovet, gav henne sitt beskydd, och mellan 1587 och 1591 skrevs profetiorna ned, varpå Alonso de Mendoza tolkade dem utifrån sina politiska syften och spred ut dem. Dessa regeringsfientliga åsikter var mycket framgångsrika, och blev kända bland dåtidens politiskt viktiga personer. Genom att slå en av hennes profetior över den spanska arméns nederlag i England, växer Lucrecias berömmelse. Hon beskyddades av det spanska hovet och Filip II.
Hon greps och åtalades 1591 av inkvisitionen, vilket var det kanske mest uppmärksammade fallet om spådomar som sköttes av den spanska inkvisitionen. Hon dömdes till piskstraff, förvisning och två års fängelse i kloster. Hon släpptes fri av inkvisitionen 1595, och hennes vidare liv är okänt.